# Daniił Samsonow
Daniił Aleksandrowicz Samsonow, ros. Даниил Александрович Самсонов (ur. 13 lipca 2005 w Moskwie) – rosyjski łyżwiarz figurowy startujący w konkurencji solistów. Brązowy medalista finału Junior Grand Prix (2019) i zimowych igrzysk olimpijskich młodzieży (2020), zwycięzca zawodów z cyklu Junior Grand Prix oraz dwukrotny mistrz Rosji juniorów (2019, 2020).

## Osiągnięcia
| Zawody                                | 17–18          | 18–19          | 19–20          | 20–21          | 21–22          |                |                |                |                |                |                |                |                |                |                |                |                |                |
| Międzynarodowe                        | Międzynarodowe | Międzynarodowe | Międzynarodowe | Międzynarodowe | Międzynarodowe | Międzynarodowe | Międzynarodowe | Międzynarodowe | Międzynarodowe | Międzynarodowe | Międzynarodowe | Międzynarodowe | Międzynarodowe | Międzynarodowe | Międzynarodowe | Międzynarodowe | Międzynarodowe | Międzynarodowe |
| ------------------------------------- | -------------- | -------------- | -------------- | -------------- | -------------- | -------------- | -------------- | -------------- | -------------- | -------------- | -------------- | -------------- | -------------- | -------------- | -------------- | -------------- | -------------- | -------------- |
| GP NHK Trophy                         |                |                |                |                | WD             |                |                |                |                |                |                |                |                |                |                |                |                |                |
| GP Skate America                      |                |                |                |                | WD             |                |                |                |                |                |                |                |                |                |                |                |                |                |
| Międzynarodowe: Kategorie młodzieżowe |                |                |                |                |                |                |                |                |                |                |                |                |                |                |                |                |                |                |
| Mistrzostwa świata juniorów           |                |                | WD             |                |                |                |                |                |                |                |                |                |                |                |                |                |                |                |
| Zimowe igrzyska olimpijskie młodzieży |                |                | 3              |                |                |                |                |                |                |                |                |                |                |                |                |                |                |                |
| JGP Finał                             |                |                | 3              |                |                |                |                |                |                |                |                |                |                |                |                |                |                |                |
| JGP na Łotwie                         |                |                | 3              |                |                |                |                |                |                |                |                |                |                |                |                |                |                |                |
| JGP w Polsce                          |                |                | 1              |                |                |                |                |                |                |                |                |                |                |                |                |                |                |                |
| Children of Asia ISG                  |                | 1 J            |                |                |                |                |                |                |                |                |                |                |                |                |                |                |                |                |
| Memoriał Dienisa Tiena                |                |                | 1 J            |                |                |                |                |                |                |                |                |                |                |                |                |                |                |                |
| Krajowe                               |                |                |                |                |                |                |                |                |                |                |                |                |                |                |                |                |                |                |
| Mistrzostwa Rosji                     |                |                | 6              |                |                |                |                |                |                |                |                |                |                |                |                |                |                |                |
| Mistrzostwa Rosji juniorów            | 9              | 1              | 1              | 7              |                |                |                |                |                |                |                |                |                |                |                |                |                |                |

## Rekordy świata
Od sezonu 2018/2019
| Kat.                                        | Data                                   | Punkty                                 | Zawody                                 | Uwagi                                                                                     |                                        |
| Rekordy świata w nocie łącznej (GOE±5)      | Rekordy świata w nocie łącznej (GOE±5) | Rekordy świata w nocie łącznej (GOE±5) | Rekordy świata w nocie łącznej (GOE±5) | Rekordy świata w nocie łącznej (GOE±5)                                                    | Rekordy świata w nocie łącznej (GOE±5) |
| ------------------------------------------- | -------------------------------------- | -------------------------------------- | -------------------------------------- | ----------------------------------------------------------------------------------------- | -------------------------------------- |
| JWR                                         | 21 września 2019                       | 250,51                                 | JGP w Polsce 2019                      | Rekord został pobity przez Shun Satō podczas Finału Junior Grand Prix 2019 (255,11 pkt.). |                                        |
| Rekordy świata w programie dowolnym (GOE±5) |                                        |                                        |                                        |                                                                                           |                                        |
| JWR                                         | 21 września 2019                       | 163,18                                 | JGP w Polsce 2019                      | Rekord został pobity przez Shun Satō podczas Finału Junior Grand Prix 2019 (177,86 pkt.). |                                        |
| Rekordy świata w programie krótkim (GOE±5)  |                                        |                                        |                                        |                                                                                           |                                        |
| JWR                                         | 19 września 2019                       | 87,33                                  | JGP w Polsce 2019                      | Obecny rekord świata.                                                                     |                                        |